# 内浦村 (静岡県)
内浦村（うちうらむら）は、静岡県東部、田方郡にあった村である。現在の沼津市南部、内浦地区にあたる。

## 地理
伊豆半島の付け根、旧伊豆国・駿河国の境界に位置していた。西側は駿河湾の最奥部・内浦湾に面しており、湾の北端にある淡島も村域内であった。
旧伊豆国の田方郡所属でありながら、隣接する他の自治体とは西浦村を除き山地で隔てられており、地形的にはむしろ旧駿河国である沼津市（旧駿東郡静浦村）との一体性が強かった。
- 山: 静浦山地 - 発端丈山

## 歴史
- 1889年（明治22年）4月1日 - 町村制の施行により、君沢郡三津村（みとむら）、長浜村、重寺村、小海村、重須村が合併して発足。
- 1896年（明治29年）4月1日 - 郡の統合により田方郡所属となる。
- 1955年（昭和30年）4月1日 - 西浦村、駿東郡愛鷹村、大平村とともに沼津市に編入され消滅。

## 教育
- 内浦村立内浦小学校
- 内浦村立内浦中学校

## 交通
- 静岡県道17号沼津土肥線[1]

## 名所・旧跡・観光スポット・祭事・催事
- 長浜城
- 安田屋旅館
- 三津天然水族館（現・伊豆・三津シーパラダイス）
- 三津海水浴場
- 淡島神社